# Dyschlorodes
Dyschlorodes är ett släkte av fjärilar. Dyschlorodes ingår i familjen mätare.
Kladogram enligt Catalogue of Life:
| Dyschlorodes | \| \| Dyschlorodes bicolor \| \| \| \| \| \| Dyschlorodes hepatias \| \| \| \| |
|              | \| \| Dyschlorodes bicolor \| \| \| \| \| \| Dyschlorodes hepatias \| \| \| \| |
|              | Dyschlorodes bicolor                                                           |
|              |                                                                                |
|              | Dyschlorodes hepatias                                                          |
|              |                                                                                |